# Betsy Bakker-Nort

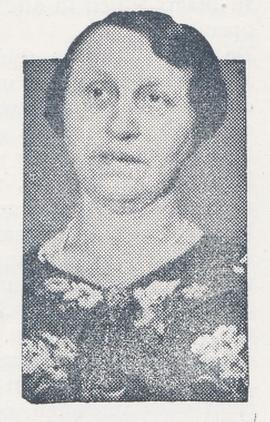
Betsy Bakker-Nort (±1937)

Bertha (Betsy) Bakker-Nort, född 8 maj 1874 i Groningen, död 23 maj 1946 i Utrecht, var en nederländsk översättare av skandinavisk litteratur. 
Bakker-Nort var juris doktor, verksam som advokat och medlem av styrelsen för Frisinnade Demokratiska Förbundet (Vrijzinnig Democratische Bond). Hon översatte till nederländska arbeten av bland andra Juhani Aho, Herman Bang, Johannes Ewald, Gustaf af Geijerstam, Gustaf Janson, Selma Lagerlöf ("De wonderen van Antichrist", 1901, andra upplagan 1904), Karl Larsen, Axel Lundegård, Bernt och Jonas Lie, Valdemar Rørdam och Anna Wahlenberg.